# Osamu Shimizu
Osamu Shimizu (Japans: 清水 脩, Shimizu Osamu) (Tennoji-ku (Osaka), 4 november 1911 – Tokio, 29 oktober 1986) was een Japans componist.

## Levensloop
Shimizu is een zoon van een Gagaku-muzikant. Na zijn schooltijd, waarin hij onder meer de Engelse en Franse taal leerde, studeerde hij aan de Tokyo National University of Fine Arts and Music in Tokio in de periode van 1936 tot 1939 compositie bij Kunihiko Hashimoto en muziektheorie bij Hosokawa Midori.
In Japan en daarbuiten is hij het meest bekend als opera-, koor- en liederencomponist. Zijn opera Shuzenji monogatari werd niet alleen als de eerste Japanse opera gezien, het werk behoort nu in Japan tot het standaardrepertoire. In het begin en in de laatste jaren schreef hij werken voor traditionele Japanse instrumenten.

## Composities

### Werken voor orkest
- Dance Suite flowers Setaru
- India melodic - four movements
- Symfonieën nr. 1-3

### Muziektheater

#### Opera's
| Voltooid in | titel                                                                       | aktes       | première                                                            | libretto                                                                               |
| ----------- | --------------------------------------------------------------------------- | ----------- | ------------------------------------------------------------------- | -------------------------------------------------------------------------------------- |
| 1954        | 修善寺物語 Tale of Shuzenji (Shuzenji monogatari) (ook: Mask Maker's Story) | 1 akte      | 4 november 1954, Osaka                                              | Kido Okamoto (1872-1939) gebaseerd op een shin-kabuki (nieuwe-stijl kabuki)-schouwspel |
| 1956        | 炭焼姫 The Charcoal Princess                                                |             | 1 november 1956, Osaka                                              |                                                                                        |
| 1956        | 青空を射つ男 The Man Who Shoots at the Blue Sky                             |             | 26 november 1956, Osaka                                             |                                                                                        |
| 1957        | セロ弾きのゴーシュ Gauche, the Violoncellist                                |             | 11 oktober 1957, Osaka                                              |                                                                                        |
| 1962        | 歌う骸骨 The Singing Skeleton                                               |             | 15 maart 1962, Osaka                                                |                                                                                        |
| 1964        | 俊 寛 Shunkan                                                               | 1 akte      | 18 november 1964, Osaka                                             | van de componist en Kazuhiko Okamoto                                                   |
| 1965        | The Merciful Poet                                                           |             | 1965                                                                |                                                                                        |
| 1967        | Sumiyaki-hime                                                               |             | 19 december 1967, Tokio, Toshi Center Hall                          |                                                                                        |
| 1968        | 婿選び Muko-Erabi (The Marriage Contest)                                    | 2 bedrijven | 3 oktober 1968, Los Angeles, Universiteit van Californië - Berkeley |                                                                                        |
| 1970        | 大仏開眼 Daibutsu-Kaigan                                                    |             | 2 oktober 1970, Tokio                                               |                                                                                        |
| 1971        | 生田川 Ikuta Gawa                                                           |             | 10 november 1971, Tokio                                             |                                                                                        |
| 1973        | Yokobue                                                                     |             | 15 juni 1973, Tokio, Yubin Chokin Hall (Nihon Opera Kyokai)         |                                                                                        |
| 1973        | 吉四六昇天 Kitchomu Shoten                                                  |             | 1973, Oita                                                          |                                                                                        |
| 1978        | Shishiodori no Hajimari                                                     |             | 4 oktober 1978 Tokio, Yubin Chokin Hall (Nihon Opera Kyokai)        |                                                                                        |
| 1979        | Aozora wo Utsu Otoko                                                        |             | 14 september 1979, Tokio, Toshi Center Hall                         |                                                                                        |

### Werken voor koren
- 1940 Song of the plateau, voor twee vrouwenkoren en piano
  1. The summer wind
  2. Apple fields
  3. Birch
- 1945/1967 Flowers Japan Chorus, voor twee gemengde koren - tekst: Oki
  1. Wilderness wild chrysanthemum
  2. Bellflower
  3. Rhododendron
  4. Usuki Minoru
  5. Flower Tea
  6. Fuji
  7. Pear flower
  8. Grass Mizuhiki
  9. Crape myrtle
  10. Sesame flowers
- 1948-1949 Chorus Pierrot and Moonlight Suite, voor mannenkoor - tekst: Horiguchi Daigaku
  1. Moonlight
  2. Autumn Clown
  3. Piero
  4. Piero grief
  5. Pierrette and Pierrot in the moonlight and arabesque
- 1950 Sohran Bushi (Fisherman's Work Song), voor gemengd koor - tekst: uit Hokkaido
- 1950 Uta cattle, voor gemengd koor - tekst: uit de zuidelijke Iwate Prefectuur
- 1950-1952 Frog Song, voor mannenkoor - tekst: Shinpei Kusano
- 1951 Bluebird, voor mannenkoor en piano - tekst: Horiguchi Daigaku
- 1952 Ode Mausoleum, voor mannenkoor - tekst: Nagata Tsuneo
- 1953 Reed leaf whistle, voor gemengd koor en piano - tekst: Yoshio Yabuta
- 1954 Ode cloud - Eulogy of Cloud and Mist, voor mannenkoor - tekst: Yoshi Kiyoshi Kawakami
- 1955 Solitary - Solitude, voor mannenkoor - tekst: Nagata Tsuneo
- 1956 Lass section, voor gemengd koor - tekst: uit de Akita Prefectuur
- 1956 Morning - Morning, voor mannenkoor - tekst: Nagata Tsuneo
- 1956 Song of the tribe Tsuuo Taiwan, voor gemengd koor
  1. Paratan
  2. Tamako (Song of tobacco)
  3. Toiso (head-hunting songs
  4. Shitogutsu (Sad)
  5. Tasae (dance song)
- 1957 Five wooden lullabies - folk songs uit de Kumamoto Prefecture, voor mannenkoor
- 1957 Okesa Sado, voor mannenkoor
- 1957 Weaving song, voor mannenkoor - tekst: Saitama Prefectuur
- 1958 Children's songs, voor driestemmig vrouwenkoor (sopraan, mezzosopraan en alt) en piano - tekst: Kataoka Masako
  1. Ainu boy
  2. Sheep shepherd children
  3. 3 pet pig
  4. Orion stars
  5. Snow days
- 1958 Minor Life - A Minute Life, voor mannenkoor - tekst: Yukinobu Mizuno
- 1959 Blue lighting Suite, voor mannenkoor - tekst: Kenji Miyazawa
  1. Hiroshi Kaori Tenshi
  2. From the shadow of the future area
  3. Mori
  4. Bush
  5. Plateau
- 1960 The Prayer to the Mountains, voor gemengd koor
- 1960 Takuji three major poems, voor mannenkoor - tekst: Takuji major
- 1960-1962 Four poems - Suite Sakutaro Men's Chorus, voor mannenkoor - tekst: Sakutaro Hagiwara
  1. Mr. Duke in May
  2. Lonely
  3. YANGCHUN
  4. Green Flute
- 1961 Koraal suite: Ainu, voor gemengd koor - tekst: Kyojiro Kondo
  1. Kujira Matsuri Whale Festival
  2. Iyomante (Bare Festival)
  3. Pirika Pirika
  4. Nisshoku Geshoku ni inoru uta
  5. Koi uta (Love Song)
  6. Rimuse
- 1961 Mother's Chorus, voor gemengd koor - tekst: Hachiro Sato
  1. Best in the world
  2. Mother mother mother
  3. Sometimes I see the big toe
  4. Puipui Takaran tone of your wage as Chi
  5. My mother said go ahead and write a letter
  6. In jest
  7. The most weak
- 1961 Vision Suite, voor twee gemengde koren - tekst: Kihara Takakazu
- 1964 Fairy, voor driestemmig vrouwenkoor (sopraan, mezzosopraan en alt) en piano - tekst: Kenji Miyazawa
  1. Songs over stars
  2. Dodo Dodo U dock
  3. Song of the agricultural world of the ghost
- 1964 Keiko Satoshi - six songs at the end of the neck, voor mannenkoor (of: gemengd koor) - tekst: Kotaro Takamura
- 1965 Kokoro One Night - Excerpts from "Keiko Satoshi", voor mannenkoor en piano - tekst: Kotaro Takamura
- 1966 Prayers Awa, voor gemengd koor - tekst: Nokami Akira
- 1966 The great oak, voor gemengd koor en piano - tekst: Nokami Akira
- 1967 Monument, voor gemengd koor - tekst: Masuji Ibuse
- 1969 On the dawn of the Seto, voor twee gemengde koren en piano
- 1969 Plum Wine Extract from "Keiko Satoshi", voor mannenkoor - tekst: Kotaro Takamura
- 1969 Mogamigawa Funa Uta (Kinoshita three songs), voor mannenkoor - tekst: Makiko Kinoshita
- 1969 Requiem, voor 2 sprekers, mannen- en kinderkoor en twee piano's - tekst: Kihara Takakazu
- 1972 Nobudou, voor kinderkoor
- 1974 Moonlight, voor gemengd koor - tekst: Chuya Nakahara
- 1976 Osaka lullaby, voor vrouwenkoor en piano
- 1976 Kuroda Takashi, voor mannenkoor - tekst: uit Fukuoka
- 1986 Olympic hymn, voor gemengd koor - tekst: Akira Ogura
- Aruyono no Kokoro, voor mannenkoor
- Cantata "Rennyo", tekst: Toki
- Cantata "Chan Kinoshita people" - tekst: Tomoya Anan
- Chieko-sho, voor mannenkoor
- Itsuki no Komoriuta, voor mannenkoor
- Mo Gami Gawa Funa Uta, voor gemengd koor
- Ramkali, voor gemengd koor
- Ushioiuta, voor mannenkoor
- Utaeru sweat, voor gemengd koor - tekst: Kubo Tokuzi
- Yagibush, voor mannenkoor

### Vocale muziek
- Ainu No Upopo - (Three Ainu Folk Songs)
- Song of past days - tekst: Chuya Nakahara

### Kamermuziek
- Music for the poem "Extract Keiko Tomo", voor koto, dwarsfluit, klarinet, viool, altviool, cello en slagwerk
- Strijkkwartet
- The Crab-Continent, voor tenorsaxofoon en piano

### Werken voor traditionele Japanse instrumenten
- 1941 Muttsu no danshô - Six Fragments for Koto (Variations)
- 1958 Koto nimen no tame no shôhin - A little piece for 2 koto
- 1981 Koto Dokuso no Tamenu - Muttsu no Dansho, voor koto
- Trios Esquisses, voor twee koto en Jushichi-Gen

## Publicaties
- Nihon-Sakkyoku-Kai no Ayumi (Over de ontwikkeling van de moderne muziek in Japan), in: Ongaku-Geijutsu, vol.8, 1956. pp. 60 ff.